# Европейско дружество
Европейско дружество (международно име на латински: Societas Europaea, съкратено SE) е публична компания, юридическо лице, учредено по реда на Регламент 2157/2001 на Съвета на Европа от 8 октомври 2001 г. Компания (дружество), учредена в такава форма, може да действа във всички страни от Европейския съюз без отделно да преминава през процедурите за предоставяне на национален режим във всяка от тях.
Уставът предвижда четири начина за учредяване на европейско дружество с ограничена отговорност:
1. Чрез сливане на национални компании от различни страни членки
2. Чрез създаване на европейско дружество с ограничена отговорност като дружество майка в холдингова структура
3. Чрез създаването на дъщерно европейско дружество на национална компания
4. Чрез преобразуване на национално дружество в европейско дружество

Учредяването чрез сливане на две или повече дружества е възможно само за акционерни дружества при условие, че поне две от сливащите се дружества имат седалища в различни страни-членки на Европейския съюз.
Създаването на европейско дружество – холдинг е достъпно за акционерни дружества или дружества с ограничена отговорност със седалища в различни държави-членки или имащи дъщерни дружества или клонове в държави-членки, различни от тази на седалището им. Поне 2 от дружествата-учредители на холдинга (имащи седалище и главен адрес на управление в страна-член на Общността) се регулират от правото на различни страни членки или в продължения на поне 2 години поне 2 от тях са имали дъщерно дружество, регулирано от правото на друга страна-членка или клон отново в друга страна-членка.
Създаването на съвместно дъщерно дружество е достъпно при същите обстоятелства за всички юридически лица, регулирани от публичното или частното право.
Национално акционерно дружество, учредено по правото на страна-членка с адрес на управление и седалище в страна-членка, може да се преобразува в европейско дружество, ако поне 2 години е имало дъщерно дружество в друга държава-член на ЕС. Възможно е и за дружество, чието главно управление (майчино дружество) също да се преобразува в европейско дружество, но за тази цел то трябва да е учредено по правото на страна-членка и в тази страна трябва да е седалището му според устава, както и да съществува трайна връзка между това дружество и местната икономика.
Капиталът на европейското дружество се изразява в евро – установеният минимум е 120 000 евро, но може да бъде и по-висок, ако законодателството на страната-членка, на чиято територия се намира седалището и главният адрес на управление, го предвижда. Фирмата на европейското дружество задължително включва съкращението SE или пълния текст Societas Europaea. Седалището на европейско дружество трябва да е установено в рамките на Общността в същата държава, в която се намира и главното управление.
Регламент 2157/2001 не обхваща области като данъчно облагане, конкуренция, интелектуална собственост или несъстоятелност. По отношение на тях е приложимо вътрешното право на страните-членки, както е посочено в самия Регламент.
Не може да се учреди SE чрез сливане, когато сливащото се дружество има седалище в България и притежава земя, както и да се премести седалището на такова дружество в друга страна-членка. Тази забрана се налага съобразно условията, фиксирани в договора за присъединяване на Р. България към Европейския съюз.
Когато регистрирано в България дружество (АД или ООД) вземе участие в SE, се извършва проверка по силата на чл. 22 ал. 1 и чл. 32 от Регламента. Компетентен орган, назначаващ проверяващите лица, е Агенцията по вписванията. Тяхното назначаване се иска от сливащите се дружества по силата на Регламента. Задачите на проверяващите е да провери проекта на условията за сливането и да състави общ доклад до всички притежатели на дялове или акции.
Необходимо е независим проверител да удостовери, че капиталът на дружеството, което предстои да се превърне в европейско, покрива изискуемия размер от 120 000 евро. Към капитала се включва и цялото имущество на дружеството, както и резервите.